# أوكلار
 أوكلار هو برنامج عارض الملفات الافتراضي في كيدي مبني على KDPF عارض الملفات الافتراضي في كيدي 3 تم إضافة دعم صيغ جديدة غير pdf مثل صيغة chm و comic book و djvu وتم تغيير الاسم إلى Okular. ظهر لأول مرة في عن طريق جوجل عام 2005.

## الصيغ المدعومة
```
أوكلار يدعم عرض صيغ ملفات عديدة مثل:
```

- نسق المستندات المنقولة
- CHM
- أوبن ديكيومنت
- PostScript
- TIFF
- ديجافو
- Comic Book

بالإضافة إلى العديد من صيغ الصور.

## المميزات
- طباعة المستندات
- إمكانية إضافة شروحات على المستند
- عرض معلومات عن المستند
- إمكانية التعليق على وئائق pdf و إبراز ورسم خطوط وأشكال هندسية.

## وصلات خارجية
- أوكلار على موقع Open Hub (الإنجليزية)
- صفحة برنامج أوكلار  على أوبن هب
- الموقع الرسمي